# Henriettea squamulosa
Henriettea squamulosa är en tvåhjärtbladig växtart som först beskrevs av Célestin Alfred Cogniaux, och fick sitt nu gällande namn av Walter Stephen Judd. Henriettea squamulosa ingår i släktet Henriettea och familjen Melastomataceae. Inga underarter finns listade i Catalogue of Life.